# つかはら
つかはら（1969年1月17日 - ）は、茨城県出身の構成作家（放送作家）。テレビ番組の制作などを行うコギト・エルゴ・スムの代表取締役。

## プロフィール
茗渓学園、青山学院大学経営学部卒業。その後、ラジオの構成から始まり、テレビ番組の構成作家（放送作家）になる。バラエティーからドキュメンタリーまで、ノンジャンルで構成を行っている。
趣味は、サッカーを中心としたスポーツ観戦（ブログから引用）。
著書に、日本テレビ「モクスペ！」のネタ本になった『ニュートン・コード』がある。
作家活動としての活動以外に、映画『ガレキとラジオ』監督、イベント『MOE1グランプリ』プロデューサー（経済産業省、観光庁後援）などがある。

## 主な担当番組
- 完成!ドリームハウス（テレビ東京）
- マチャミの全部いただきっ!!（中京テレビ）
- ギルガメッシュLIGHT（BSジャパン）
- GRACE of JAPAN〜自然の中の神々〜（BSジャパン）
- 神社百景〜GRACE of JAPAN〜（BSジャパン）
- カラオケ★バトル（テレビ東京）
- タカトシの空飛ぶチェリーパイ（テレビ東京）
- SASUKE（TBS）
- ソロモン流（テレビ東京）
- スポーツマンNO.1決定戦（TBS）
- 筋肉番付（TBS）
- 王様のブランチ（TBS）
- ZONE（TBS）
- クチコミ（TBS）
- バイキング（フジテレビ）
- ワンダフル（TBS）
- ギルガメッシュないと（テレビ東京）
- ねる様の踏み絵（TBS）
- とんねるずのカバチ（TBS）
- 噂のCMガール（TBS）
- 学校へ行こう!（TBS）
- USO!?ジャパン（TBS）
- 8時だJ（テレビ朝日）
- シブスタ（テレビ東京）

など多数。